# Chosna
Chosna – wieś solecka w Polsce położona w województwie mazowieckim, w powiecie piaseczyńskim, w gminie Prażmów.
Wspominana w 1603 roku (kantorem w parafii w Chynowie był Franciszek pochodzący z Chosny).
W latach 1975–1998 miejscowość administracyjnie należała do województwa warszawskiego.